# LT United
LT United est un groupe musical de Lituanie.
Le groupe est spécialement créé pour le Concours Eurovision de la chanson 2006. Il est désigné candidat après une longue pré-sélection. LT United tourne en dérision le concours avec le titre We Are the Winners. Il finit à la 6e place avec 162 points, devant l'Ukraine avec Tina Karol et derrière la Suède avec Carola Häggkvist.

## Membres
- Andrius Mamontovas
- Saulius 'Samas' Urbonavičius
- Viktoras Diawara
- Marijonas Mikutavičius
- Arnoldas Lukošius
- Eimantas Belickas